# Hermann Jacobi
Hermann Georg Jacobi (født 11. februar 1850 i Köln, død 19. oktober 1937 i Bonn) var en tysk sanskritist og sprogforsker. 
Jacobi studerede i Bonn og Berlin, foretog 1873—74 en studierejse i Indien med Georg Bühler, blev 1875 privatdocent i Bonn, derefter professor i München (1876-85), Kiel (1885-89) og Bonn (siden 1889). Hans studium har særlig været rettet på den gamle indiske filosofi og kulturhistorie, de store episke digte, jainismen og prakritlitteraturen; en særlig opmærksomhed har han skænket indisk astronomi og kalendervæsen. Ved disse sidste studier er han kommet til slutninger angående Rigvedas alder, efter hvilke affattelsestiden for visse dele deraf rykkes langt længere tilbage end almindelig antaget. Blandt hans værker må nævnes — foruden talrige afhandlinger i Albrecht Webers Indische Studien, Zeitschrift der deutschen morgenländischen Gesellschaft, Wiener Zeitschrift für die Kunde des Morgenlandes, Epigraphia Indica, Göttinger Gelehrte Anzeigen, Zeitschrift für vergleichende Sprachwissenschaft, etc. — De astrologiæ indicæ Hora appellatæ originibus (1872); The Kalpasutra of Bhadrabahu (i Abhdlandlungen zur Kunde des Morgenlandes, 1879); The Ayaramga Sutta of the Çvetambara Jains (i Pali Text Society, 1882); Sthaviravali-carita or Pariçishtaparvan bu Hemacandra (i Bibliotheca Indica, 1883 ff.); Jaina Sutras translation from the Prakrit (i Sacred Books of the East, XXII og XLV, 1884 og 1895); Ausgewählte Erzählungen in Maharashtri (1886); Upamitabhava prapancae Kathae specimen (1891); The Computation of Hindu Dates in Inscriptions (1891, af Epigraphia Indica, I); Das Ramayana, Geschichte und Inhalt nebst Concordanz der gedruckten Rezensionen (1893); Kompositum und Nebensatz (1897); Mahabharrata. Inhaltsangabe, Index und Concordanz der Calcuttaer und Bombayer Ausgaben (1903); Eine Jaina-Dogmatik. Umasvatis Tattvarthadhigama Sutra. Uebersetzung und Erklärung (i Zeitschrift der deutschen morgenländischen Gesellschaft 1906); The samaraicca kaha (i Bibliotheca Indica 1908 fl.); Zur Frühgeschichte der indischen Philosophie (i Sitzungsberichte der Berliner Akademie 1911); Kultur-, Sprach- und Literaturhistorisches aus der Kautiliya og Ueber die Echtheit der Kautiliya (sammesteds 1911—12); Bhavisatta kaha von Dhanavala (i Abhandlungen der Bayerischen Akademie 1918). Fra hollandsk har han oversat Hendrik Kerns Der Buddhismus und seine Geschichte in Indien (2 bind, 1882—84).